# Synnøve Lie
Synnøve Lie (22 augustus 1908 - 9 juli 1980) was een schaatsster uit Noorwegen. Ze won medailles op meerdere wereldkampioenschappen en reed meerdere malen een nieuw wereldrecord op verschillende afstanden.

## Resultaten

### Wereldkampioenschappen
| Jaar | Plaats    | Resultaten |
| ---- | --------- | ---------- |
| 1933 | Oslo      | Allround   |
| 1934 | Oslo      | Allround   |
| 1935 | Oslo      | Allround   |
| 1936 | Stockholm | Allround   |
| 1937 | Davos     | Allround   |
| 1938 | Oslo      | Allround   |

De wereldkampioenschappen van 1933, 1934 en 1935 waren onofficiële kampioenschappen.

### Noorse kampioenschappen
| Jaar | Allround |
| ---- | -------- |
| 1932 | Goud     |
| 1933 | Goud     |
| 1934 | Brons    |
| 1935 | Brons    |
| 1936 | Zilver   |
| 1937 | Zilver   |
| 1938 | Brons    |
| 1939 | Zilver   |
| 1940 | Brons    |

De Noorse kampioenschap van 1932 was een onofficieel kampioenschap.

### Wereldrecords
| Afstand    | Tijd   | Datum            | Plaats  |
| ---------- | ------ | ---------------- | ------- |
| 500 meter  | 56,0   | 20 maart 1932    | Brandbu |
| 500 meter  | 50,3   | 12 februari 1934 | Oslo    |
| 1000 meter | 1.51,2 | 20 maart 1932    | Brandbu |
| 1000 meter | 1.48,1 | 14 januari 1934  | Davos   |
| 1500 meter | 3.08,1 | 7 maart 1932     | Oslo    |

### Persoonlijke records
| Afstand    | Tijd    | Datum            | Baan       |
| ---------- | ------- | ---------------- | ---------- |
| 500 meter  | 49,90   | 30 januari 1937  | Davos      |
| 1000 meter | 1.42,20 | 30 januari 1937  | Davos      |
| 1500 meter | 2.42,20 | 24 februari 1938 | Sandefjord |
| 3000 meter | 5.31,80 | 30 januari 1937  | Davos      |
| 5000 meter | 9.29,60 | 30 januari 1937  | Davos      |

### Wereldrecords laaglandbaan (officieus)
| Nr. | Afstand   | Tijd | Datum            | Baan |
| --- | --------- | ---- | ---------------- | ---- |
| 1.  | 500 meter | 50,3 | 11 februari 1934 | Oslo |